# Cueva del Toro
La cueva del Toro se localiza en el término municipal de Benalmádena (Málaga), a poco más de dos kilómetros al norte de la localidad, en el llamado "Cerro del Calamorro” y a 528 m s. n. m., sobre un farallón de calizas paleozóicas. La cueva, tiene un emplazamiento privilegiado; orientada al sur, desde ella se tiene una visión panorámica de toda la zona costera que haría de este enclave un lugar privilegiado para un santuario rupestre.

## Descripción
La cueva presenta un desnivel de 10 m y un desarrollo total de 50 m; la entrada presenta una forma irregular de poco más de 1 m de alto por algo más de 2,5 m de ancho; a través de ella se accede a una sala de unos 6 m de anchura, llamada “Sala Pequeña” desde donde se pasa a otra sala de mayor tamaño, de unos 12 m de ancho por 13 de largo, la llamada "sala principal" o "sala de la pintura".

## Descubrimiento
Manuel Giménez Gómez, fue informado por un vecino de la localidad de la existencia de una cueva; inició una laboriosa búsqueda siendo finalmente localizada en 1969 en el cerro del Calamorro. Poco después, en abril de 1971, un especialista en pintura rupestre, Javier Fortea, visitó la cueva en compañía de Manuel Giménez Gómez; realizó el estudio mediante calcos y fotografías; y posteriormente, en 1971, saldrá a la luz la publicación de los trabajos.

## Pinturas rupestres

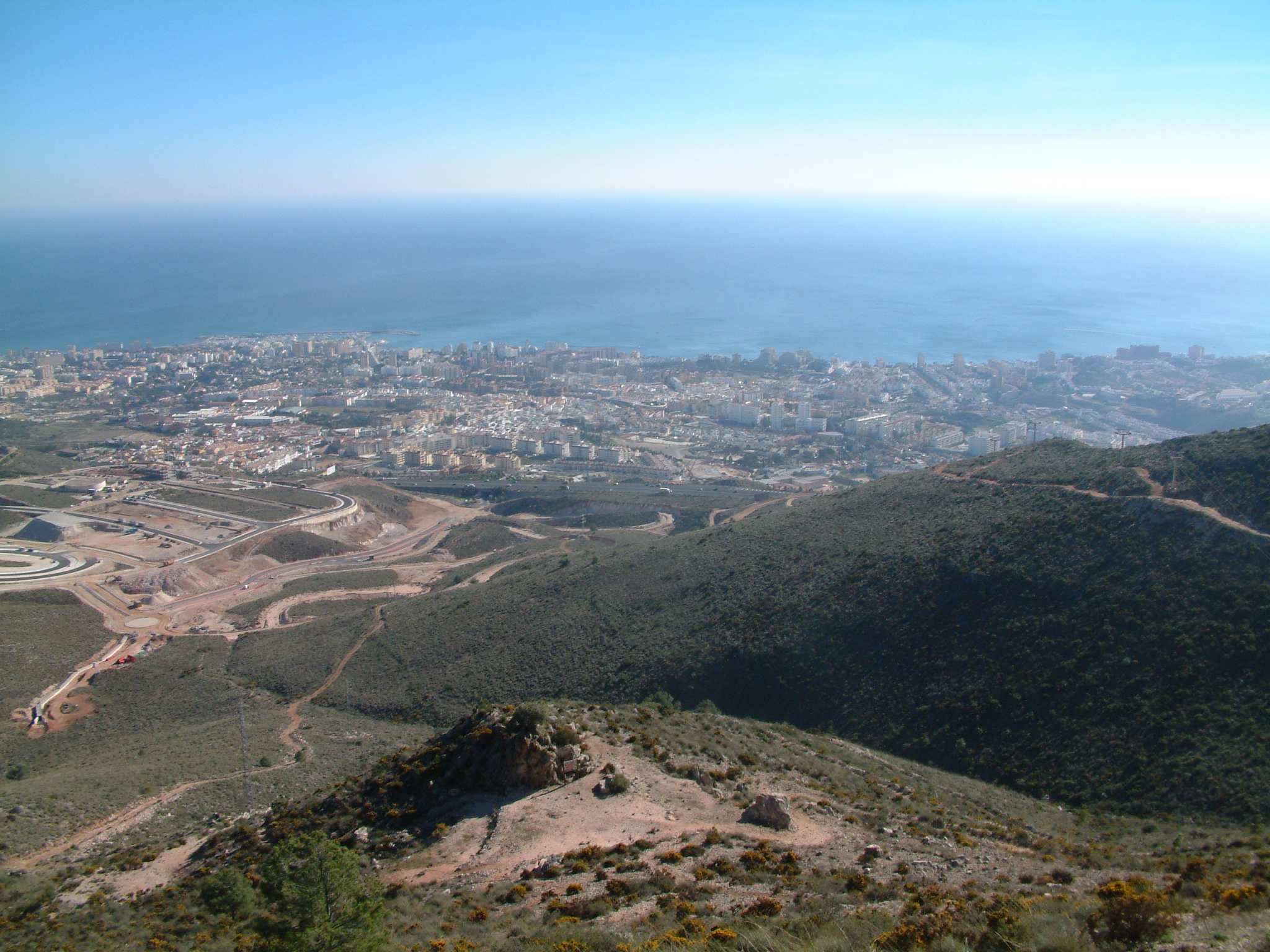
Vista panorámica de la costa desde la entrada de la Cueva.

La pintura principal de esta cavidad está constituida por la representación de un bóvido o toro acéfalo de color rojo acompañado por una serie de puntos negros bajo el arranque de la cerviz; siguiendo el esquema clásico de pinturas que propone Leroi-Gourhan, estos puntos asociados a los bóvidos, vendrían a sustituir la figura de un caballo que representa a la figura femenina. Las patas delanteras del toro se representan solamente hasta las articulaciones y los cuartos traseros se atisban con dos pequeños trazos; la línea que representa el vientre está incompleta y presenta el convencionalismo conocido como “vientre grávido” o “M ventral”; en el interior de la figura aparece un trazo que podría interpretarse como el pelaje. Existen varios paneles más con algunos signos de tipo esquemático (líneas y puntos) y que se localizan tanto a la entrada como al final de la cavidad; de esta manera, la cueva quedaría estructurada de la siguiente manera: 

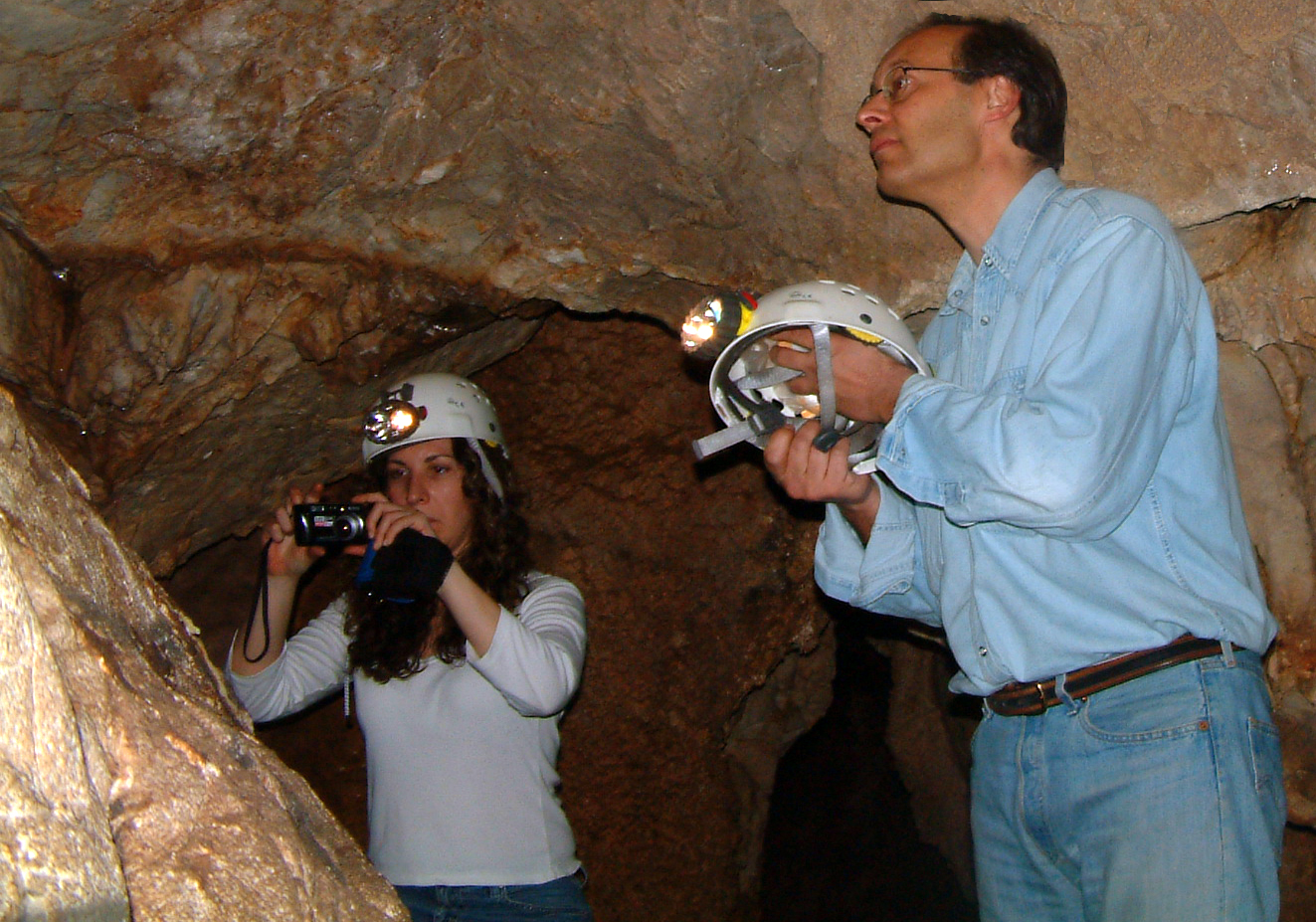
El profesor D. José Luis Sanchidrián inspeccionando la Cueva.

- Grupo 1: Trazos verticales de color rojo colocados de forma paralela, situados al inicio de la cueva.
- Grupo 2: Bóvido acéfalo de color rojo intenso situado al lado de una serie de puntos negros,estas pinturas se encuentran en la zona más amplia de la cueva.
- Grupo 3: Dos puntos de color rojo que están pintados al fondo de la cueva.

## Cronología
Los estudios iniciales realizados por Fortea y Giménez Gómez, sitúan estas pinturas en el Solutrense Superior e inicios del Magdaleniense Inferior; sin embargo, una revisión posterior de estos mismos autores con base en la comparación de las características de los trazos del bóvido con las plaquetas estudiadas en la cueva del Parpalló, rebajan la cronología de las pinturas al Solutrense Inferior. Por otra parte, el estudio realizado por José Luis Sanchidrián, con base en la asociación de ideomorfos con la figura principal, sitúa las pinturas en el Solutrense evolucionado.

## Interpretación
Por más que se haya investigado, no se puede saber con certeza lo que querían representar el conjunto de pinturas plasmadas en la Cueva, sobre todo porque tendríamos que retrotraernos a la mentalidad del hombre del paleolítico. De ahí que únicamente se puedan barajar algunas hipótesis acerca de su interpretación, siendo las más aceptadas las relacionadas con la magia propiciatoria, magia de reproducción, interpretación sexual o arte por el arte. 

## Estado de conservación
En la segunda expedición realizada por el profesor Javier Fortea, se pudieron apreciar rastros de excavaciones furtivas en el interior de la cueva que habían rebajado el coluvión de la sala principal. 
Actualmente, "Las pinturas rupestres presentan modificaciones superficiales como: cambio cromático en el primer grupo de pinturas, debido a los factores climáticos, eflorescencia salina y pérdida del pigmento por disolución debido a la caída del agua en el segundo grupo de pinturas; otras alteraciones como exfoliación en el segundo grupo debido a fenómenos de descamación de la roca y por último presentan alteraciones antrópicas como depósitos de cera y graffitis".